# جون دويل (لاعب دوري الرغبي)
جون دويل (بالإنجليزية: John Doyle)‏ هو لاعب دوري الرغبي أسترالي، ولد في 31 يوليو 1977 في روكامبتون في أستراليا.